# پژوهشکده پولی و بانکی
پژوهشکده پولی و بانکی به عنوان یک قطب علمی و پژوهشی وابسته به بانک مرکزی جمهوری اسلامی ایران، در جایگاه بازوی تحقیقاتی این ارگان به‌شمار می‌رود.

## سابقه تأسیس
پژوهشکده پولی و بانکی نخست به عنوان: «مؤسسه تحقیقات پولی و بانکی» و در جایگاه بازوی تحقیقاتی بانک مرکزی جمهوری اسلامی ایران؛ و به دنبال تصویب و اجرای برنامه اول توسعه اقتصادی، اجتماعی و فرهنگی کشور؛ و با توجه به نیاز تمرکز تحقیقات پراکنده در زمینه‌های پولی، ارزی و بانکی و گسترش آن‌ها با رویکردی کاربردی، در سال۱۳۶۹ تأسیس شد. مؤسسه تحقیقات پولی و بانکی در طول بیش از یک دهه فعالیت‌های مستمر ـ به صورت: انجام تحقیقات در زمینه‌های مرتبط، ارائه خدمات مشاوره‌ای اقتصادی، پولی، ارزی و بانکی به مقامات و اشخاص حقیقی و حقوقی، برگزاری همایش‌های مختلف علمی، انتشار کتب و مطالب سودمند ـ و با بهره‌گیری از اعضاء هیئت علمی دانشگاهی و کارشناسان اقتصادی، گام‌های مهمی را در کمک به اجرای سیاست‌های رسمی اقتصادی کشور و پیشبرد اهداف کلان مربوط برداشته‌است. به هر حال، با توجه به شرایط جدید جهانی، تحت فرایند جهانی‌سازی اقتصادها و نیز تصویب و اجرای برنامه سوم توسعه اقتصادی، اجتماعی و فرهنگی کشور که حاوی مجموعه گسترده‌ای از سیاست‌های اصلاحی در بخش‌های مختلف اقتصادی ـ به ویژه در حوزه‌های پولی، مالی، ارزی و بانکی ـ می‌باشد؛ لزوم تقویت و گسترش بیش از پیش نقش و فعالیت پژوهشکده را ضروری می‌نمود. جهت تأمین این منظور، مؤسسه تحقیقات پولی و بانکی پس از یک سلسله تغییرات در سازمان تشکیلاتی و کادر علمی و نیز با تعاریف گسترده‌تری از اهداف و وظایف آن و با کسب مجوز از وزارت علوم، تحقیقات و فناوری ایران در سال ۱۳۸۰ به پژوهشکده پولی و بانکی ارتقاء سطح یافت.

## اهداف و وظایف
اهمّ اهداف و وظایف پژوهشکده پولی و بانکی، عبارت از:
(۱) اجرای پروژه‌های تحقیقاتی در زمینه‌های پولی، ارزی، بانکی (اسلامی و متعارف)، بازار سرمایه، و….
(۲) ارائه خدمات تحقیقات اقتصادی به افراد و سازمان‌های داخل و خارج از کشور.
(۳) اجرای فعالیت‌های تحقیقاتی و علمی مشترک با سازمان‌ها، مؤسسات و دانشگاه‌ها در سطح ملی و بین‌المللی.
(۴) ارائه آمار و اطلاعات اقتصادی در مورد ایران و سایر کشورها به متقاضیان و علاقه‌مندان اقتصادی دربخش‌های مختلف.
(۵) برپایی کنفرانس‌ها، سمینارها، کارگاه‌های پژوهشی در زمینه موضوعات مرتبط با اقتصاد داخلی و بین‌المللی ـ به صورت منفرد یا مشترک ـ با مؤسسات علمی پژوهشی و خارجی می‌باشند.

## سازمان و تشکیلات
ساختار سازمانی پژوهشکده، شامل: هیئت امناء (به ریاست رئیس کل بانک مرکزی جمهوری اسلامی ایران)، رئیس، مشاورین، معاونین، شورای پژوهشی، هیئت علمی، گروه‌های علمی ـ تحقیقاتی، مالی، تدارکاتی، انتشارات و انفورماتیک، بانک اطلاعاتی و کتابخانه می‌باشد. در حال حاضر، جناب آقای دکتر محمد شیریجیان که از ۱۷ بهمن ۱۴۰۲ ابلاغ گرفته اند، سرپرست پژوهشکده پولی و بانکی را عهده‌دار می‌باشند.

## عملکرد و چشم‌انداز
عمدة دستاوردهای بیش از یک دهه فعالیت این نهاد تحقیقاتی، مشتمل بر: اجرای حدود ۱۲۳ پروژه تحقیقاتی، برگزاری ۱۹ کنفرانس سالانه و ۴۸ کنفرانس ماهانه، چاپ و انتشار بالای ۲۰۰ عنوان کتاب (عمدتاً محصول پروژه‌های تحقیقاتی و نتایج کنفرانس‌های سالانه و ماهانه)، برپایی ۷ کارگاه پژوهشی، ارائه خدمات مشاوره‌ای به مقامات بانک مرکزی ج.ا. ا؛ و دولت و… می‌باشند. در حال حاضر، پژوهشکده در حال اجرای پروژه‌های مشترک با تعدادی از سازمان‌ها و مؤسسات داخلی و بین‌المللی و نیز ارائه خدمات تحقیقاتی مورد نیاز آن‌ها می‌باشد. به علاوه، در چهارچوب همکاری‌های مشترک خارجی، برنامه برگزاری سمینار مشترکی با مؤسسه تحقیقات و آموزش اسلامی۳، وابسته به بانک توسعه اسلامی (IDB)، تحت عنوان: «سمینار بین‌المللی بخش پولی در ایران: ساختار، عملکرد و چالش‌ها»۴، در تهران و با مدیریت مشترک پژوهشکده پولی و بانکی (MBRA) و مؤسسه تحقیقات و آموزش اسلامی (IRTI) برگزار شد.